# دهك (شورآب)
دهك (بالفارسية: دهک) هي قرية تقع في إيران في قسم شورآب الريفي. يقدر عدد سكانها بـ 319 نسمة بحسب إحصاء 2016.